# Progress M-33
Progress M-33 (ryska: Прогресс М-33) var en rysk obemannad rymdfarkost som levererade förnödenheter, syre, vatten och bränsle till rymdstationen Mir. Den sköts upp med en Sojuz-U-raket från Kosmodromen i Bajkonur den 19 november 1996 och dockade med Mir den 22 november. Farkosten lämnade rymdstationen den 6 februari 1997.
Den 4 mars 1997 misslyckades Progress M-33 att åter docka med rymdstationen.
Farkosten brann upp i jordens atmosfär den 12 mars 1997.

### Fotnoter
1. ↑  ”NASA Space Science Data Coordinated Archive” (på engelska). NASA. https://nssdc.gsfc.nasa.gov/nmc/spacecraft/display.action?id=1996-066A. Läst 1 mars 2020.
2. ↑  Manned Astronautics - Figures & Facts Arkiverad 9 oktober 2007 hämtat från the Wayback Machine., läst 15 juli 2016.